# Come My Fanatics…
Come My Fanatics… (укр. — "Приходьте, мої фанатики...") — другий студійний альбом англійського геві та дум-метал гурту Electric Wizard. Альбом був випущений у січні 1997 року лейблом Rise Above Records. Альбом спродюсували Рольф Стартін, Майк Херст та учасник гурту Джус Оборн. Це було наступний альбом групи після їх однойменного альбому Electric Wizard. Оборн описав реліз альбому як реакцію на музику з попереднього альбому, яка, на його думку, був не настільки важка, як він хотів. Лі Дорріан, власник Rise Above Records, описав пісні на Come My Fanatics… як такі, що відходять від традиційного стилю дум-метал, зі своїм невишуканим і хаотичним підходом.
Тематичними елементами альбому є фільми жахів 1970-х років, фільми про байкерів і твори Г. Ф. Лавкрафта: є три пісні про те, щоб залишити Землю, щоб уникнути майбутньої екологічної катастрофи. Після випуску альбому послідував тур з гуртом Cathedral та позитивні відгуки від хеві-метал-журналів: Metal Hammer, Terrorizer та Kerrang!. Come My Fanatics… продовжував отримувати похвалу в ретроспективних рецензіях: Terrorizer оголосив альбом «пробудженням, якого потребувала британська дум-сцена», а Дорріан описав це як «поворотний момент у всьому». 

## Виробництво

### Передісторія
До запису з Electric Wizard соліст Джас Оборн цікавився переважно дез-металом. Після прослуховування Black Sabbath під впливом грибів, він надихнувся та вирішив вести свою музику в іншому напрямку. У той час Оборн був членом групи під назвою Eternal, яка поступово розпадалася; Оборн сказав: «У мене було бачення того, як робити дум. Решта хлопців просто захопилася Alice in Chains» 
Після створення в 1993 році, Electric Wizard записали свій дебютний альбом, який вийшов у 1996 році . Редактор AllMusic Едуардо Рівадавія описав альбом як «вражаючий», але вважав музику Electric Wizard «досить звичайна дум платівка для того часу».  Оборн не був задоволений записом Electric Wizard, вважаючи, що він звучить легше, ніж вони хотіли. Він сказав: «Ми пішли у велику вишукану студію і подумали: «Ні, ми повинні робити, як нам скажуть». Це призвело до звучання їх наступного альбому Come My Fanatics...; Оборн сказав: «Цього разу це мало звучати правильно».  Про період запису Оборн сказав: «Наша країна була тоді не в чудовому стані. А з металом на той момент був справжній жах. Ми справді зробили заяву в музиці. Коли ти молодий, все є реакцією проти світу» .

### Запис
Оборн знайшов продюсера Рольфа Стартіна, який поділяв прагнення гурту до грубості та чутливості. Стартін був готовий побудувати студію навколо гурту, постачаючи групу старовинними підсилювачами. Come My Fanatics... був записаний на Red Dog Studios у липні 1996 року  Пізніше Оборн описав продукцію альбому як «дуже технічно невмілу» і сказав, що «дуже важко навмисно робити щось погано». Це просто сталося. Це був саме той звук, який ми намагалися створити» 
Деякі пісні в альбомі містять вирізки з різних фільмів, як "Return Trip", який містить вирізку з фільму Cannibal Ferox. Вирізки було взято з низькобюджетних фільмів жахів, які було нелегально взято на ринку в Вімборні в Дорсеті, де жили учасники групи. Пісня «Invixor B/Phase Inducer» є інструментальним треком  зі вступом, який з’явився випадково, коли група експериментувала із драм-н-бейс семплером у студії. Оборн сказав, що група була «дуже вражена, хоча нам не сподобалася музика». Він згадав, що конкретні альбоми, такі як Six Million Ways to Die, «здавалися досить брутальними у використанні семплів, і це було саме те, що ми зможемо внести в нашу музику».  Завершальний трек альбому «Solarian 13» також є інструментальним. 

## Музика і теми

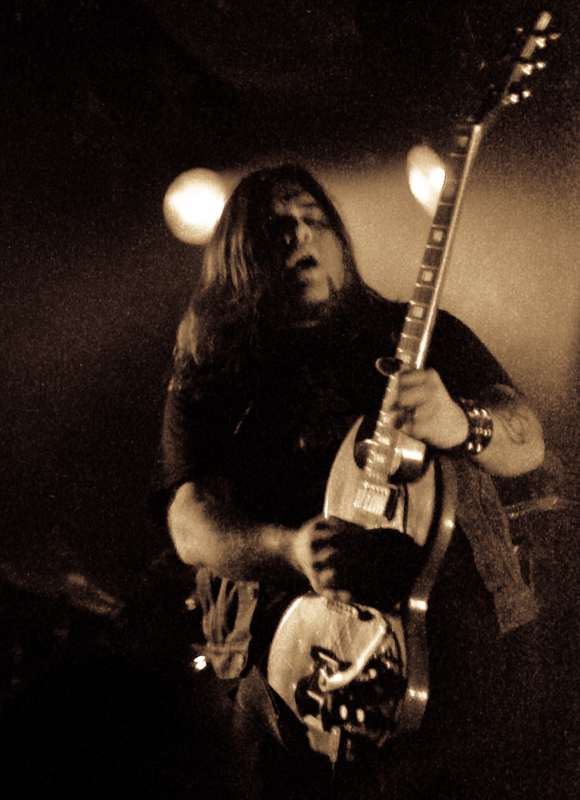
Джас Оборн заявив, що звучання Come My Fanatics... було відповіддю на те, що перший альбом не був таким важким, як очікувалося

Власник Rise Above Records Лі Дорріан заявив, що звучанню групи на платівці «якимось чином вдалося зламати форму традиційного дум-металу», зазначивши, що попередні дум-метал гурти «дуже похмурі, повільні та важкі, що може бути дуже відштовхуюче». Electric Wizard мав гітарне звучання, яке мало «цілком нескребений підхід до того, як вони себе представляють». Ден Франклін, написавши для The Quietus, заявив, що музичний стиль групи «повністю суперечить напрочуд духовним тенденціям Trouble та інших», відзначаючи його «товстий, хаотичний і нищівний звук».  29-секундний відрізок пісні Electric Wizards "Wizard in Black" із використанням шаблонів тих груп повторює ці твердження, відзначаючи, що альбом "якимось чином підвищив звукову ставку через стіну мулу, настільки густого, що навіть найдосвідченіші металісти не могли допомогти, але бути приголомшеним його силою».  Дорріан також вважав альбом складним при першому прослуховуванні, зазначивши:
Коли я вперше це послухав, я подумав: «До біса, я взагалі не чую барабанів», але зрозумів, що це добре, що вони були повністю заховані. Я просто вражений, слухав це на своєму ліжку і думав, що це найдивовижніше, що я коли-небудь чув.

На музику в альбомі впливали фільми жахів 1970-х років, фільми про байкерів і твори Г. Ф. Лавкрафта. Оборн читав Лавкрафта з раннього підліткового віку і захоплювався його творчістю, особливо ідеєю, що «мистецтво має бути потойбічним і мати відчуття страху та щось поза нашим розумінням. Я сприйняв це як більший вплив, ніж буквально розмови про монстрів із щупальцями, які перетинають лише поверхню» . Оборн також сказав, що Come My Fanatics... був задуманий як «частинка ескапізму», розвинута з «ізольованого, підземного відчуття, що ми прямуємо до нашої загибелі, як планети, і ніхто на землі не мав про це поняття». Він заявив, що останні три пісні альбому, "Ivixor B / Phase Inducer", "Son of Nothing" і "Solarian 13", були концепцією відходу з Землі, тому що вона була "така зіпсована".  Він сказав, що мораль полягала в тому, що планета прямує до екологічної катастрофи і:
 ...влада нічого з цим не робить і не піклується про бідніших людей. Отже, це стояло за всім. Зараз це може здатися більш очевидним, але це більше пов’язано з Інтернетом та поінформованістю людей про те, яким є світ. Тоді ви дійсно вважалися параноїком, підпільним виродком, якщо думали, що світ контролюється силами, які є, і ми нікого насправді не турбуємо.

## Випуск
Come My Fanatics... був випущений у січні 1997 року лейблом Rise Above Records.  Альбом не потрапив у хіт-паради Великобританії.  Засновник лейблу Лі Дорріан раніше намагався просувати музику дум-метал у Сполученому Королівстві за допомогою збірників, таких як Dark Passages, за участю таких груп, як: Penance, Revelation та Mourn, щоб окреслити межі британської сцени. Пізніше Дорріан сказав, що вихід «Come My Fanatics...» став «поворотним моментом у всьому». Terrorizer повторив ці речення у 2012 році, назвавши альбом «пробудженням, якого потребувала британська дум-сцена, і довів, що мова йде не лише про сорочки з оборками та готичну хворобливість». 
Come My Fanatics... отримав кілька перевипусків у 1999 році; Rise Above перевипустили його 19 квітня 1999 року з новими обкладинками.  Нова обкладинка зображує Антона ЛаВея та його учнів і заснована на кадрі з телевізійного документального фільму «Сила відьми» 1971 року.  Щоб створити обкладинку, Оборн поставив на паузу свою записану на відео копію документального фільму та зробив відбиток зображення зі свого телевізійного екрану; космічний фон він додав пізніше.  The Music Cartel розповсюдив альбом у Сполучених Штатах у 1999 році . Come My Fanatics... був випущений в Японії разом із бонус-треком «Return to the Sun of Nothingness». І Electric Wizard, і Come My Fanatics... були переупаковані як єдиний випуск у 1999 році  У Фінляндії альбом потрапив у чарти 2011 року, посівши 28 місце в чартах. 

### Гастролі та супровід
Після першого випуску альбому в 1997 році Electric Wizard здійснив турне по Сполученому Королівству з Cathedral у лютому 1997 року та по Європі з товаришами по лейблу Mourn.  Після цього планувалося, що відбудеться тур в підтримку The Blood Divine на початку квітня з Orange Goblin, від якого Electric Wizard пізніше відмовилися. 
Після виходу Come My Fanatics... група випустила EP Supercoven (1998). Їх наступний студійний альбом Dopethrone вийшов лише через чотири роки. Про перерву Оборн сказав: «Я б з упевненістю сказав, що був період, коли ми розлучилися. Ми просто нікому про це не казали» 

## Відгуки критиків
Після виходу Come My Fanatics... отримав позитивні відгуки від геві рок-журналів Terrorizer, Kerrang! і Metal Hammer.  Metal Hammer назвав альбом «приголомшлевим примірником» , а Terrorizer сказав: «це десь на орбіті разом із «Space Ritual» Hawkwind, і це по-своєму комплімент. Вони є укурками, але «Wiz зробили чудовий запис стоунер-дум»  Kerrang! зазначили, що Electric Wizard «випустили один із найбільш карально важких альбомів за останній час», дійшовши висновку, що «Класика - єдине слово для цього». 
З ретроспективних статей та оглядів The Guardian сказав: «Бачення Оборна створити найважчу музику, яку тільки можна собі уявити, було втілено в життя на все ще вражаючому Come My Fanatics... 1997 року, записі, який був настільки нищівно повільним, важким і неприємним, що зробив усе інше навколо звучати анемічно та прозаїчно».  AllMusic назвав його «абсолютно колосальним» і «необхідним думом», зазначивши, що він був «дещо менш безпосереднім, ніж його попередник». ... навіть найдосвідченіші металісти не могли не бути приголомшеними його силою», і що такі треки, як «Doom-Mantia» та «Son of Nothing», «випробують терпіння непосвячених слухачів, перш ніж потрапити у фокус крізь клуби диму, але остаточний культовий досвід вартий тривалого процес перетворення» . У огляді дискографії гурту, Гаррі Сворд з Noisey заявив, що Come My Fanatics... був у той час, коли Electric Wizard «справді зачепила за живе, їх бурхливий дум просякнута брудною космічною енергією та почорнілою панківською енергією». і що це «відкрило нову еру думу, спроуктувавши повноцінну атаку, яка була космічною і була закріплена людською люттю».  Metal Hammer включив альбом у свій список 10 найкращих альбомів 1997 року за 2020 рік. 
Пізніше Оборн заявив, що Come My Fanatics... є його улюбленим із ранніх робіт гурту. Він сказав: «Чесно кажучи,  я не памʼятаю, як я це робив, тому це немовби як слухати іншу групу, і мені дуже подобається цей альбом. Я пам’ятаю, як робив Dopethrone, і це була особливо важка робота і жалюгідний досвід, тому я не дивлюся на це з любов’ю» .

## Список композицій
Усі пісні Electric Wizard. Слова пісень написані Джасом Оборном. 
| #     | Назва                      | Тривалість |
| ----- | -------------------------- | ---------- |
| 1.    | «Return Trip»              | 10:15      |
| 2.    | «Wizard in Black»          | 8:15       |
| 3.    | «Doom-Mantia»              | 8:35       |
| 4.    | «Ivixor B / Phase Inducer» | 8:40       |
| 5.    | «Son of Nothing»           | 6:50       |
| 6.    | «Solarian 13»              | 8:08       |
| 49:43 |                            |            |

## Учасники запису
- Джас Оборн – соло-гітара, вокал, ефекти, продюсер, зведення
- Тім Бегшоу – бас, ефекти
- Марк Грінінг – барабани
- Рольф Стартін – продюсер, зведення
- Майк Херст — продюсер, зведення

## Дивіться також
- 1997 в музиці
- 1997 в британській музиці
- 1997 рік у музиці важкого металу